# تاريخ اليهود في الاتحاد السوفييتي
يرتبط تاريخ اليهود في الاتحاد السوفييتي على نحو لا ينفصم بسياسات توسعية أقدم بكثير للإمبراطورية الروسية التي كانت قد غزت وحكمت النصف الشرقي من القارة الأوروبية قبل الثورة البلشفية في عام 1917. كتب زفي غيتلمان، «لقرنين من الزمن، عاش ملايين اليهود في ظل كيان واحد، الإمبراطورية الروسية و«الدولة التي كانت خلفًا لها» الاتحاد السوفييتي. ولقد باتوا في هذه الآونة يعيشون في ظل سلطة قضائية لخمس عشرة دولة، بعضها لم يكن له أي وجود وبعضها كان قد انقرض بحلول عام 1939». قبل ثورات عام 1989 والتي أسفرت عن نهاية الحكم الشيوعي في أوروبا الشرقية وأوروبا الوسطى، كان عدد من هذه البلدان التي باتت الآن ذات سيادة جمهورياتٍ مكونة للاتحاد السوفييتي.

## أرمينيا
يعود تاريخ اليهود في أرمينيا إلى أكثر من 2000 عام. بعد أن خضعت أرمينيا الشرقية للحكم الروسي في أوائل القرن التاسع عشر، بدأ اليهود يتدفقون من بولندا وإيران، مشكّلين جماعات يهود أشكيناز ويهود مزراحيين في ييريفان. انتقل المزيد من اليهود إلى أرمينيا خلال الفترة التي كانت فيها جمهورية سوفييتية ليجدوا تسامحًا أكبر في تلك المنطقة أكبر مما وجدوا في روسيا وأوكرانيا. بعد الحرب العالمية الثانية، ازداد عدد السكان اليهود إلى 5000 نسمة تقريبًا. وبالرغم من ذلك، ومع تفكك الاتحاد السوفييتي، هاجر العديد منهم نتيجة نقص الخدمات، وتقلص عدد اليهود في البلاد اليوم إلى 750 نسمة. على الرغم من قلة عددهم والمعدل المرتفع لزواج الأقارب والانعزال النسبي، ثمة حماس كبير يساعد هذه الجماعة على تلبية احتياجاتها. ثمة ما يقارب 100 يهودي يعيشون في الوقت الحالي في أرمينيا، وبشكل رئيسي في العاصمة ييريفان. ومعظمهم من أصول أشكينازية وبعضهم يهود جورجيون مزراحيون.

## أذربيجان
يعود تاريخ اليهود في أذربيجان إلى العصور القديمة المتأخرة. تاريخيًا، مُثّل اليهود في أذربيجان من قبل مجموعات فرعية متنوعة، وبصورة رئيسية يهود الجبل ويهود أشكيناز ويهود جورجيين. بعد السوفييتية مُنعت كافة النشاطات المتعلقة بالصهيونية بما فيها النشاطات ذات الطابع الثقافي التي أقيمت باللغة العبرية. في أوائل عشرينيات القرن العشرين، هاجر عدد قليل من عائلات يهود الجبل من أذربيجان وداغستان إلى فلسطين واستوطنت في تل أبيب. لم تحدث العليا التالية حتى سبعينيات القرن العشرين، بعد رفع حظر هجرة اليهود إلى إسرائيل. بين عامي 1972 و1978 هاجر من أذربيجان نحو 3000 نسمة إلى إسرائيل. كان عام 1970 الذروة الديموغرافية لليهود الأذربيجانيين بعد الحرب العالمية الثانية، وبحسب إحصاء رسمي للسكان، عاش في أذربيجان في ذلك العام 41,288 يهودي.
استوطن عدد من المهاجرين اليهود من أذربيجان في تل أبيب وحيفا. وهناك جماعات كبيرة نسبيًا من مغتربي يهود الجبل من أذربيجان في نيويورك وتورونتو. وبصورة مشابهة للعديد من الجماعات المهاجرة من العهد القيصري والسوفييتي في أذربيجان، يبدو أن يهود الأشكيناز قد جرى ترويسهم من الناحية اللغوية. يتحدث معظم يهود الأشكيناز اللغة الروسية كلغة أولى وفي بعض الأحيان كانوا يتحدثون اللغة الأذرية كلغة ثانية. ولا يُعرف رقم متحدثي اللغة اليديشية.

## بيلاروسيا
كان اليهود في بيلاروسيا، التي كانت تُعرف آنذاك بجمهورية بيلاروس الاشتراكية السوفييتية، ثالث أكبر مجموعة إثنية في البلاد في النصف الأول من القرن العشرين. قبل الحرب العالمية الثانية، كان اليهود يحتلون المرتبة الثالثة بين المجموعات الإثنية في بيلاروسيا وكانوا يشكلون أكثر من 40% من التعداد السكاني في المدن والبلدات. كان اليهود أكثر من 50% من التعداد السكاني في مدن مثل مينسك وبينسك وماهيليو وبابروجسك وفيسيبسك وهومييل. في عام 1897، كان هناك 724,548 يهودي في بيلاروسيا، أو 13.6% من تعداد السكان. قُتل ما يقارب 800 ألف يهودي –90% من التعداد السكاني- في بيلاروسيا خلال الهولوكوست. وفقًا لإحصاء أجري عام 2009، كان هناك 12,926 يهوديًا في بيلاروسيا (0.1% من السكان). تُقدر الوكالة اليهودية عدد الجماعة اليهودية في بيلاروسيا ب70 ألف. كان مارك تشاغال ومندل موتشير سفوريم وتشايم فايزمان وميناحين بيغن قد وُلدوا في بيلاروسيا. مع نهاية القرن التاسع عشر، كان العديد من اليهود البيلاروسي جزءًا من الرحلة العامة لليهود من أوروبا الشرقية إلى العالم الجديد بفعل النزاعات والبروغرومات التي أحاطت بالإمبراطورية الروسية ومعاداة السامية من قبل  القياصرة الروس. هاجر ملايين اليهود، من بينهم عشرات آلاف اليهود من من بيلاروسيا، إلى الولايات المتحدة الأمريكية وجنوب أفريقيا. وهاجر عدد صغير أيضًا إلى فلسطين التي كانت تحت الانتداب البريطاني. خلال السنوات الأولى للاحتلال الروسي لبيلاروسيا، كان اليهود قادرين على تولي مناصب إدارية في البلاد. في الحرب العالمية الثانية، بدأت على الفور تقريبًا الفظائع ضد السكان اليهود في المناطق التي احتلتها ألمانيا، وتولت كتيبة أينزاتسغروبن (مجموعة العمل) تجميع اليهود وإطلاق النار عليهم.
في النصف الثاني من القرن العشرين، كانت هناك موجة كبيرة من هجرة اليهود البيلاروس إلى إسرائيل، وكذلك أيضًا إلى الولايات المتحدة الأمريكية. في عام 1979، كان هناك 135,400 يهوديًا في بيلاروسيا، ولم يتبقى بعد مرور عقد من الزمن سوى 112 ألف يهودي. شهد انهيار الاتحاد السوفييتي والاستقلال البيلاروسي هجرة معظم الجماعة، إلى جانب معظم السكان اليهود للاتحاد السوفييتي السابق، إلى إسرائيل. قدّر إحصاء أجري عام 1999 أنه لم يتبق في البلاد سوى 29 ألف يهودي. وبالرغم من ذلك، حددت المنظمة اليهودية المحلية العدد ب50 ألف، وتعتقد الوكالة اليهودية أن العدد يقدر ب70 ألف. يعيش نحو نصف يهود البلاد في مينسك. على الرغم من السياسات الحكومية المعادية للسامية، شُكلت منظمات يهودية وطنية ومجموعات ثقافية محلية ومدارس دينية ومنظمات خيرية ومنظمات للجنود والناجين من الحرب. منذ الهجرة الكبرى في تسعينيات القرن العشرين، كانت هناك هجرة متواصلة إلى إسرائيل. في عام 2002، انتقل إلى إسرائيل 974 يهودي، وبين عامي 2003 و2005 سار على خطاهم 4,854 يهودي آخر.

## إستونيا
يبدأ تاريخ اليهود في جمهورية إستونيا الاشتراكية السوفييتية مع تقارير فردية ليهود في ما هو اليوم إستونيا تعود إلى القرن الرابع عشر. وبالرغم من ذلك، بدأت عملية الاستيطان اليهودية الدائمة في إستونيا في القرن التاسع عشر، لا سيما بعد منحهم الحق الرسمي بدخول الإقليم بموجب قانون القيصر الروسي أليكساندر الثاني في عام 1865. أتاح ذلك الفرصة لما سُمي 'جنود نيكولاس' اليهود (الذين غالبًا ما كانوا كانتونيين سابقين( وأحفادهم، تجار النقابة الأولى والحرفيين واليهود ممن نالوا تعليمًا عاليًا، بالاستيطان في إستونيا وأجزاء أخرى من الإمبراطورية الروسية خارج نطاق الاستيطان الخاص بهم. كان «جنود نيكولاس» وأحفادهم والحرفيون بشكل رئيسي مؤسسي التجمعات اليهودية الأولى في إستونيا. كان تجمع تالين، الأكبر في إستونيا، قد أسس في عام 1830. وأسس تجمع تارتو في عام 1866 حين استوطنت هناك العائلات الخمسون الأولى. بُنيت الكنيسات، وكان الكنيس الأكبر قد بُني في تالين في عام 1883 وفي تارتو في عام 1901. دُمر كلا الكنيسين حرقًا في وقت لاحق في الحرب العالمية الثانية.
في عام 1940 وقعت حياة جماعة يهودية صغيرة في أستونيا في فوضى مع الاحتلال السوفييتي لإستونيا.